# Întregul
Totul (numit și Unul, Absolut, Cel Mare, Creatorul, Mintea supremă, Binele suprem, Tatăl,) este viziunea ermetică, panteistă, pandeistă sau panenteistă despre Dumnezeu, prin care tot ceea ce este, sau care cel puțin poate fi experimentat, în mod colectiv compune Totul. O maximă ermetică spune că, „Deși Tot este în Totul, este la fel de adevărat că și Totul este în Tot”. Totul poate fi văzut și ca fiind androgin, având atât calități masculine cât și feminine în proporții egale.